# Jasmin Sabir
Jasmin Sabir, född 8 november 1992, är en svensk friidrottare med tresteg som specialgren. Hon tävlar för Hammarby IF.

## Personliga rekord
| Utomhus - 100 meter – 12,86 (Stockholm 7 augusti 2012) - 100 meter – 12,63 (medvind) (Stockholm 24 maj 2011) - 200 meter – 25,94 (Stockholm 7 juni 2011) - 400 meter – 58,43 (Stockholm 23 juli 2010) - 400 meter häck – 1:03,37 (Sollentuna 12 juni 2010) - Längdhopp – 5,87 (Umeå 2 augusti 2014) - Längdhopp – 6,00 (medvind) (Umeå 3 augusti 2014) - Tresteg – 13,28 (Umeå 2 augusti 2014) | Inomhus - 60 meter – 7,81 (Sätra 28 januari 2017) - 200 meter – 26,33 (Sätra 23 januari 2011) - 400 meter – 58,33 (Stockholm 10 januari 2010) - Längdhopp – 5,89 (Malmö 28 februari 2016) - Tresteg – 13,13 (Sätra 21 februari 2015) |

### Fotnoter
1. ↑  ”Stora SM 2013, dag 2”. trackandfield.se. Arkiverad från originalet den 3 september 2013. https://web.archive.org/web/20130903064049/http://www.trackandfield.se/resultat/2013/130830.htm. Läst 2 september 2013.
2. ↑  ”Stora SM 2014, dag 2” (htm). trackandfield.se. http://www.trackandfield.se/resultat/2014/140802.htm. Läst 21 oktober 2014.
3. ↑  ”Stora SM 2015, dag 2”. trackandfield.se. Arkiverad från originalet den 6 juli 2016. https://web.archive.org/web/20160706161848/http://www.trackandfield.se/resultat/2015/150808.htm. Läst 31 oktober 2015.
4. ↑  ”Stafett-SM 2009”. ifgota.se. Arkiverad från originalet den 4 mars 2016. https://web.archive.org/web/20160304103354/http://www.ifgota.se/result/Uploaded/stafettsm09.html. Läst 29 maj 2013.
5. ↑  ”Stafett-SM 2010”. ranas4h.nu. Arkiverad från originalet den 8 december 2015. https://web.archive.org/web/20151208144853/http://www.ranas4h.nu/resultat/2010/stafett-sm.html. Läst 29 maj 2013.
6. 1 2  ”Stafett-SM 2011” (pdf). Arkiverad från originalet den 6 april 2015. https://web.archive.org/web/20150406214723/http://www.proteamonline.se/storage/customers/2202/editor/resultat_2011/Stafett_SM_2011_Res.pdf. Läst 22 maj 2013.
7. ↑  ”Stafett-SM 2012”. trackandfield.se. Arkiverad från originalet den 19 november 2015. https://web.archive.org/web/20151119081103/http://www.trackandfield.se/resultat/2012/120908_09.htm. Läst 17 april 2013.
8. ↑  ”Stora inne-SM 2014 dag 1, resultat”. trackandfield.se. http://www.trackandfield.se/resultat/2014/140222.htm. Läst 14 januari 2015.
9. ↑  ”Stora inne-SM 2015, resultat”. archive.is. Arkiverad från originalet den 22 februari 2015. https://archive.is/20150222161525/http://livetiming.se/track/ism15/. Läst 29 mars 2015.
10. ↑  ”Stora inne-SM 2013, resultat”. trackandfield.se. Arkiverad från originalet den 20 februari 2013. https://web.archive.org/web/20130220083140/http://www.trackandfield.se/Resultat/2013/130215.htm. Läst 18 februari 2013.
11. ↑  Personsida på IdrottOnLine, läst 2015-10-30
12. 1 2 3 4 5 6 7 8 9 10 11 12 13 14  ”Personsida hos IAAF” (på engelska). iaaf.org. https://www.iaaf.org/athletes/sweden/jasmin-sabir-294036. Läst 22 oktober 2018.
13. 1 2 3 4  ”Personsida på European Athletics' webbplats” (på engelska). european-athletics.org. http://www.european-athletics.org/athletes/group=s/athlete=126137-sabir-jasmin/index.html. Läst 22 oktober 2018.